# 源時中
源 時中（みなもと の ときなか）は、平安時代中期の公卿。左大臣・源雅信の長男。致仕大納言と号す。

## 経歴
村上朝の天暦11年（957年）昇殿を許されると、右衛門尉・右近将監を経て、天徳5年（961年）従五位下に叙爵する。
侍従・右兵衛佐を務めたのち、康保4年（967年）左近衛少将、安和元年（968年）従五位上、安和2年（969年）右近衛少将、天禄3年（972年）正五位下、天禄4年（973年）従四位下・右近衛中将、天元2年（979年）従四位上、永観2年（984年）正四位下と、冷泉・円融・花山朝の20年近くに亘って近衛次将を務め、昇進を重ねた。
寛和2年（986年）正月に春宮・懐仁親王の春宮権亮に任ぜられる。6月に寛和の変が起こり、花山天皇の出家に伴って懐仁親王が即位（一条天皇）すると、時中は春宮権亮の功労により正三位・参議に叙任されて公卿に列した。議政官として、大蔵卿や兵衛督を兼帯したほか、皇太后宮権大夫として皇太后・藤原詮子にも仕えた。
その後も、正暦3年（992年）権中納言、長徳元年（995年）中納言、長徳2年（996年）大納言と昇進し、長保2年（1000年）従二位に至る。
長保3年（1001年）8月に官職を辞任し、同年12月29日病により出家。翌30日に薨去。享年61。最終官位は致仕大納言従二位。

## 人物
管絃・歌舞に秀でたといい、龍笛・和琴・郢曲などをしたという。

## 官歴
注記のないものは『公卿補任』による。
- 天暦11年（957年） 正月23日：昇殿
- 天徳2年（958年） 閏7月28日：右衛門尉
- 天徳4年（960年） 正月13日：昇殿。9月4日：右近将監
- 天徳5年（961年） 正月7日：従五位下（六人部是助譲）
- 応和2年（962年） 正月22日：讃岐権介。8月7日：侍従
- 応和3年（963年） 11月23日：昇殿
- 康保3年（966年） 4月16日：右兵衛佐
- 康保4年（967年） 9月1日：春宮昇殿。10月28日：左近衛少将
- 康保5年（968年） 正月13日：兼播磨権介[3]。11月24日：従五位上（主基国司）[3]
- 安和2年（969年） 4月11日：右近衛少将。9月2日：昇殿
- 天禄3年（972年） 正月7日：正五位下。正月25日?：止播磨権介[3]
- 天禄4年（973年） 正月7日：従四位下（一品資子内親王給）。3月20日：兼備前権守。7月26日：右近衛中将、権守如元
- 天延2年（974年） 正月：止権守。12月28日：兼讃岐権守
- 天延3年（975年） 正月26日：兼備後権守
- 貞元2年（977年） 12月10日：兼播磨権守[3]
- 貞元3年（978年） 10月17日：内蔵頭、中将如元
- 天元2年（979年） 正月7日：従四位上
- 天元4年（981年） 正月29日：止播磨権守[3]
- 天元6年（983年） 正月27日：美作守
- 永観2年（984年） 8月27日：本宮侍臣昇殿、春宮昇殿。9月：聴雑袍。10月10日：正四位下（父以加階譲與）
- 寛和2年（986年） 正月28日：大蔵卿、春宮権亮（春宮・懐仁親王）、止中将頭。6月23日：止亮（譲位）、昇殿。 7月5日：皇太后宮権大夫（皇太后・藤原詮子）。7月23日：正三位（越階、前坊亮労）。10月15日：参議、大蔵卿皇太后宮権大夫等如元
- 永延元年（987年） 7月11日：左兵衛督、止卿、大夫如元
- 永延2年（988年） 正月29日：兼美濃権守
- 正暦2年（991年） 9月16日：止権大夫（依本宮出家）。9月21日：右兵衛督
- 正暦3年（992年） 8月28日：権中納言、止督
- 長徳元年（995年） 6月19日：中納言
- 長徳2年（996年） 7月20日：大納言
- 長徳3年（997年） 7月5日：兼按察使
- 長保2年（1000年） 正月24日：従二位。2月27日：兼中宮大夫（中宮・藤原彰子）
- 長保3年（1001年） 8月11日：辞、不許。8月23日：重辞。12月29日：出家（致仕大納言従二位）[1]。12月30日：薨去

## 系譜
- 父：源雅信
- 母：源公忠の娘
- 妻：藤原安親の娘
  - 男子：源済政（975-1041）
  - 男子：源信時（?-?）
  - 男子：源重時（?-?）
  - 男子：源惟時
  - 七男：源朝任（989-1034）
  - 男子：源経相（979-1039）
- 妻：平小命婦
  - 男子：源則孝（則時）